# Eids kommun, Sogn og Fjordane
Eids kommun (norska: Eid kommune) var en kommun i dåvarande Sogn og Fjordane fylke i Norge. Den administrativa huvudorten var Nordfjordeid.
Kommunen upphörde 31 december 2019 då den tillsammans med Selje kommun och delar av Vågsøy kommun slogs ihop till den nybildade Stads kommun.